# Colorado Rapids
O Colorado Rapids é uma equipe americana de futebol, da cidade de Commerce City, no estado do Colorado.

## História
É um dos fundadores da MLS, a liga estadunidense de futebol. Venceu por duas vezes a MLS Reserve Division em 2006 e 2007. Venceu a temporada de 2006 de forma invicta com 9 vitórias e três empates. Obteve o bicampeonato em 2007 com duas rodadas de antecedência. Venceu também a Rocky Mountain Cup, um torneio local de inverno, em 2005 e 2006. Esse torneio é sempre disputado contra o seu maior rival, o Real Salt Lake.
Em 10 de fevereiro de 2007, o Colorado Rapids fechou uma parceria esportiva com a equipe de futebol inglesa Arsenal..

### Título da MLS Cup
Em 21 de novembro de 2010, o clube derrotou o FC Dallas e foi o campeão da MLS Cup. Na temporada regular, o clube terminou em quinto da Conferência Oeste. Nas semifinais de conferência derrotou o Columbus Crew nos pênaltis. Na final de conferência, derrotou o San Jose Earthquakes por 1x0.
O elenco contava com nomes como Danny Earls, Jeff Larentowicz, Claudio López, Quincy Amarikwa, Ian Joyce, e Wells Thompson.

## Elenco
Atualizado em 23 de julho de 2025.
Legenda
- : Capitão

## Títulos
| Competições Nacionais      | Competições Nacionais            | Competições Nacionais | Competições Nacionais  |
|                            | Competição                       | Venceu                | Temporadas             |
| -------------------------- | -------------------------------- | --------------------- | ---------------------- |
|                            | MLS Cup                          | 1                     | 2010                   |
| Estados Unidos             | MLS Reserve Division             | 2                     | 2006, 2007             |
| Competições Regionais      |                                  |                       |                        |
|                            | Competição                       | Venceu                | Temporadas             |
| Estados Unidos             | Rocky Mountain Cup               | 4                     | 2005, 2006, 2013, 2015 |
| Competições de Conferência |                                  |                       |                        |
|                            | Competição                       | Venceu                | Temporadas             |
| Estados Unidos             | MLS Eastern Conference (Playoff) | 1                     | 2010                   |
| Estados Unidos             | MLS Western Conference (Playoff) | 1                     | 1997                   |

## Campanhas de destaque
- MLS Cup: 2º lugar - 1997
- MLS Supporters' Shield: 3º lugar - 2002; 4º lugar - 1999; 5° lugar - 1998, 2004
- US Open Cup: 2º lugar - 1999